# باب پک
باب پک (انگلیسی: Bob Peck؛ ۲۳ اوت ۱۹۴۵ – ۴ آوریل ۱۹۹۹) بازیگر تئاتر، تلویزیون و سینمای اهل کشور بریتانیا بود. وی بین سال‌های ۱۹۷۲ تا ۱۹۹۹ میلادی فعالیت می‌کرد.بیشتر شهرت این هنرمند به خاطر بازی در سریال لبه تاریکی است.

## قسمتی از فیلمشناسی
- پارک ژوراسیک
- لبه تاریکی
- سالار مگس‌ها
- نجات پیکاسو
- قصه‌گو
- پرنده شکاری ۲
- جریان پس‌رو